# František Koníček (1922)
František Koníček (* 8. října 1922 Jabkenice) byl český a československý politik Československé strany lidové a poúnorový poslanec Národního shromáždění ČSSR a Sněmovny lidu Federálního shromáždění.

## Biografie
Po absolvování hospodářské školy (v letech 1938-1939) pracoval u svého otce na rodinném hospodářství, které převzal v roce 1949. Roku 1952 vstoupil do JZD, kde byl od roku 1953 zootechnikem. Od konce 30. let byl členem ČSL. V letech 1945-1957 působil jako člen MNV v rodných Jabkenicích.
Ve volbách roku 1964 byl zvolen za ČSL do Národního shromáždění ČSSR za Středočeský kraj. V Národním shromáždění zasedal až do konce volebního období parlamentu v roce 1968.
K roku 1968 se profesně uvádí jako zootechnik JZD z obvodu Mladá Boleslav-Benátky nad Jizerou.
Po federalizaci Československa usedl roku 1969 do Sněmovny lidu Federálního shromáždění (volební obvod Mladá Boleslav-Benátky nad Jizerou), kde setrval do konce volebního období, tedy do voleb v roce 1971.
Po roce 1971 se stáhl z veřejného života. Podle údajů k roku 2007 stále žil v domově důchodců.